# Hamid Bouras
Hamid Bouras (en arabe : حميد بوراس) est un footballeur international algérien né le 25 juin 1959 à Aïn Beïda dans la wilaya d'Oum El Bouaghi. Il jouait au poste de défenseur.

## Biographie

### En clubs
En club, il évolue en première division algérienne avec son club formateur, l'USM Aïn Beïda, puis avec le GC Mascara, la JSM Skikda et enfin le RC Relizane.

### En sélection
Hamid Bouras obtient neuf sélections en équipe d'Algérie entre 1983 et 1984. Il joue son premier match en équipe nationale le 7 août 1983, contre la Bulgarie (défaite 2-3). Il joue son dernier match le 11 mars 1984, contre le Nigeria (nul 0-0). Cette rencontre rentre dans le cadre de la Coupe d'Afrique des nations 1984 qui se déroule en Côte d'Ivoire.
Il participe également avec la sélection algérienne aux Jeux méditerranéens de 1983 à Casablanca.

## Palmarès
- Troisième de la Coupe d'Afrique des nations 1984 avec l'équipe d'Algérie
- Champion d'Algérie de D2 (Groupe Est) en 1981 et 1985 avec l'USM Aïn Beïda